# Фихелшер, Даниель
Даниель Фихелшер (нем. полное имя Daniel «Danny» Secundus Fichelscher) (род. 7 марта 1953, в Берлине) — немецкий мультиинструменталист, один из лидеров группы краут-рока Popol Vuh.
Фихелшер играл также в составе немецкой группы краут-рока Gila, а в настоящее время является барабанщиком группы Amon Düül II.

## Биография
Даниель Фихелшер родился 7 марта 1953 года в Берлине в семье джазового пианиста и вокалиста Тоби Фихелшера. С раннего возраста он подавал большие надежды как музыкант, с пяти лет уже играл на ударных инструментах.
В 1971 году Фихелшер приехал в Мюнхен, где стал барабанщиком в группе краут-рока Amon Düül II, приняв участие в записи трех альбомов — Utopia, Carnival in Babylon и Wolf City. На последнем альбоме он также пел и играл на гитаре.
В 1973 году Фихелшер был приглашен принять участие в записи альбома Bury my Heart at Wounded Knee группы краут-рока Gila, которую возглавлял тогдашний гитарист Popol Vuh Конни Вайт. На записи альбома Фихелшер познакомился с лидером Popol Vuh Флорианом Фрике, который пригласил его в свой коллектив.
В 1974 году Фихелшер принял участие в записи альбома Popol Vuh Seligpreisung, а затем окончательно сменил Конни Вайта в качестве гитариста группы.
Фихелшер стал ближайшим партнером и сподвижником Флориана Фрике по Popol Vuh, автором и соавтором многих композиций, а также исполнителем партий на акустической гитаре и электрогитаре, барабанах и ударных инструментах. Он принимал заметное участие в записи всех альбомов группы классического периода 1970-х годов, включая Einsjäger & Siebenjäger, Das Hohelied Salomos, Aguirre, Letzte Tage - Letzte Nächte и многих других.
С начала 1990-х годов положение Фихелшера как ключевого члена Popol Vuh начал затмевать Гвидо Хиеронимус, также гитарист, который стал оказывать огромное влияния на музыку группы. В 2001 году в связи со смертью Флориана Фрике группа Popol Vuh прекратила своё существование.
В 2006 году Фихелшер вернулся в качестве барабанщика в группу Amon Düül II, заняв место умершего постоянного барабанщика группы Петера Леопольда.

## Дискография

### В составе Popol Vuh
1974 — Seligpreisung
1975 — Einsjäger & Siebenjäger
1975 — Das Hohelied Salomos
1975 — Live in Milan
1976 — Aguirre
1977 — Letzte Tage - Letzte Nächte
1977 — Herz aus Glas
1978 — Brüder des Schattens - Söhne des Lichts
1979 — Die Nacht der Seele
1981 — Sei Still, wisse ICH BIN
1983 — Agape Agape Love Love
1983 — Florian Fricke — Die Erde und ich sind Eins
1985 — Spirit of Peace
1987 — Cobra Verde
1991 — For you and me
1995 — City Raga

### В составе Amon Düül II
1972 — Utopia
1972 — Carnival in Babylon
1972 — Wolf City
1974 — Live in London
1981 — Vortex
1992 — Live in London BBC 1973

### В составе Gila
1973 — Bury my Heart at Wounded Knee